# 上乃龍也
上乃龍也（3月10日—），日本男性漫畫家。他的作品主要在成人漫畫雑誌發表。
2010年至2014年，在漫畫雜誌《電擊魔王》連載戀愛遊戲漫畫化作品《聖誕之吻》是他首部及目前唯一的全年齡作品。

## 單行本
全年齡作品
- 聖誕之吻 Love goes on！（ASCII Media Works）

1. 七逢篇（2010年8月27日 ISBN 978-4-04-868803-1）
2. 森島遙篇（2011年12月17日 ISBN 978-4-04-870843-2）
3. 櫻井梨穂子篇（2014年3月27日 ISBN 978-4-04-891195-5）

成人作品
- 女院奉仕組（大洋圖書（日语：大洋図書），2005年4月25日 ISBN 978-4-8130-5000-1）
- 放課後少女（OKS（日语：オークス (出版社)），2006年9月25日 ISBN 978-4-86105-381-8）
- ♪（一水社，2007年8月18日 ISBN 978-4-87076-673-0）
- ××××（富士美出版（日语：辰巳出版），2008年4月25日 ISBN 978-4-89421-798-0）
- 「身中。」（Coremagazine（日语：コアマガジン），2008年12月19日 ISBN 978-4-86252-526-0）
- ？×（富士美出版，2009年8月10日 ISBN 978-4-89421-896-3）
- ×三妹（富士美出版，2010年11月25日 ISBN 978-4-89421-991-5）
- 持？×持（富士美出版，2012年12月25日 ISBN 978-4-79950-168-9）

## 遊戲原畫
- HOME！～義理母妹敵～（Lilith（日语：リリス (ブランド)），2009年5月）

## 外部連結
- （日語）－上乃龍也的官方個人部落格。